# Rainbow Arts
Rainbow Arts byla herní vydavatelská společnost založená roku 1984 Smallem Germenen. Na sklonku 90. let minulého století ji odkoupil Funsoft a v roce 1999 byla absorbována gigantem THQ.

## Seznam vydaných her
- Antics
- The Baby of Can Guru
- Bad Cat
- Circus Attractions
- Curse of RA
- Danger Freak
- Denaris
- Down at the Trolls
- Garrison
- Graffiti Man
- Grand Monster Slam
- The Great Giana Sisters
- Hard 'n Heavy
- In 80 Days Around the World
- Jinks
- Katakis
- Logical
- Madness
- Oxxonian
- Rock'n Roll
- Soldier
- Spherical
- Starball
- StarTrash
- Street Gang
- Sunny Shine
- To be on Top
- Turrican
- Turrican 2: The Final Fight
- The Volleyball Simulator
- Warriors
- X-Out